# Béoumi
Béoumi är en ort i Elfenbenskusten. Den ligger i distriktet Vallée du Bandama, i den centrala delen av landet, 100 km norr om huvudstaden Yamoussoukro.